# Miasto Zaječar
Miasto Zaječar (serb. Grad Zaječar / Град Зајечар) – jednostka administracyjna w Serbii, w okręgu zajeczarskim. W 2018 roku liczyła 54 355 mieszkańców.